# Pseudechinus magellanicus
Pseudechinus magellanicus is een zee-egel uit de familie Temnopleuridae.
De wetenschappelijke naam van de soort werd in 1857 gepubliceerd door Rodolfo Amando Philippi.